# Mulheres Apaixonadas (trilha sonora)
Abaixo estão compiladas as trilhas sonoras lançadas para a telenovela brasileira Mulheres Apaixonadas, da TV Globo.

## Mulheres Apaixonadas - Nacional & Internacional
Mulheres Apaixonadas - Nacional & Internacional é o primeiro álbum da trilha sonora da homônima telenovela brasileira de 2003 da TV Globo, que foi lançado em CD no Brasil pela Som Livre, naquele mesmo ano.
A Globo inovou com a trilha sonora de Mulheres Apaixonadas, lançando pela primeira vez um álbum em CD duplo, um contendo a trilha nacional, e outro a internacional. O álbum conta ainda com 2 opções de capa: Rodrigo Santoro como Diogo, ou Carolina Dieckmann como Edwiges.
Mulheres Apaixonadas - Nacional & Internacional vendeu um milhão de cópias, levando a gravadora Som Livre a lançar um segundo volume.
A trilha nacional abre com "Velha Infância', do supergrupo Tribalistas, tema do casal Cláudio e Edwiges, vivido por Erik Marmo e a Carolina Dieckmann. "Sem Fantasia", na voz de Chico Buarque e Maria Bethânia, serve de tema do casal Raquel e Fred, personagens de Helena Ranaldi e Pedro Furtado.
"Eu e a Brisa", composição de Johnny Alf, interpretada por Márcia, é tema de Lorena, vivida por Susana Vieira. "Eu Sou Assim", versão em português de "Don't Trip on Me", cantada por Luiza Possi, serve de tema de Expedito, vivido por Rafael Calomeni, e de seu romance com Lorena.
"O Amor em Paz", de Gal Costa, é tema geral da novela, e de Luciana, personagem de Camila Pitanga. "Luxo Pesado", versão em português de "Got to Be Real", interpretada por Fernanda Abreu, é tema geral da trama.
"Preciso Aprender a Ser Só", de Maria Bethânia, é tema de Helena, vivida por Christiane Torloni. "Todo Errado", cantada por Caetano Veloso e Jorge Mautner, serve de tema geral da novela. "Você", de Marília Gabriela com participação de Reynaldo Gianecchini, é tema de locação do Leblon, e do casal Lorena e Expedito, vivido por Susana Vieira e Rafael Calomeni.
"Não Sei como Foi", de João Donato com participação de João Bosco, é tema do casal César e Luciana, personagens do José Mayer e Camila Pitanga. "Onde Anda Você", na voz de Cauby Peixoto e Ângela Maria, é tema do casal Silvia e Caetano, vivido por Natália do Vale e Paulo Coronato.
"Meditação", cantada por Nara Leão serve de tema geral da novela. "Não Tem Solução", de Nana Caymmi, é tema de Silvia, personagem de Natália do Vale. "Pela Luz dos Olhos Teus", de Miúcha e Tom Jobim, é tema de abertura da trama. A canção também está na trilha sonora da novela Dona Xepa, de 1977, como tema de Daniel, interpretado por Edwin Luisi.
A trilha nacional de Mulheres Apaixonadas fecha com a canção instrumental "Drum' N' Bossa", interpretada por Insoul, que serve como tema de locação do Nick Bar.
A trilha internacional abre com "Don't Know Why", de Norah Jones, tema de Raquel, personagem de Helena Ranaldi. "Disease", de Matchbox Twenty, serve de tema de Rodrigo, vivido por Leonardo Miggiorin. "I'm with You", de Avril Lavigne, é tema do casal Fred e Raquel, vivido por Pedro Furtado e Helena Ranaldi.
"Nothing at All", de Santana com participação de Musiq, é tema de Heloísa, vivida por Giulia Gam. "You Belong to Me", de Jennifer Lopez, é tema geral da trama. "Vivir Sin Aire", de Maná, serve de tema do casal Clara e Rafaela, vivido por Alinne Moraes e Paula Picarelli.
"Misunderstood", de Bon Jovi, é tema do casal Edwvirges e Cláudio, personagens da Carolina Dieckmann e Erik Marmo. "Sexed Up", de Robbie Williams, serve de tema do casal Diogo e Marina, vividos por Rodrigo Santoro e Paloma Duarte. "Imbranato", composta e cantada por Tiziano Ferro, é tema do casal Estela e Padre Pedro, vivido por Lavínia Vlasak e Nicola Siri.
"The Way You Look Tonight", na voz de Rod Stewart, é tema do triangulo amoroso entre Helena, César, e Téo, vividos por Christiane Torloni, José Mayer, e Tony Ramos. "Noche de Ronda", de Paolo, serve de tema de Helena, vivida por Christiane Torloni. "Te Dejo Madrid", de Shakira, é tema do núcleo jovem da trama. "Hurt You So Bad", de Crazy Town com participação de Rivers Cuomo, é tema da Escola Ribeiro Alves (ERA).
A canção instrumental "Dancer", interpretada por Computernet, serve como tema das festas da telenovela. A trilha sonora internacional fecha com a também instrumental "D-Deep", interpretada por Deep House, que serve de tema geral de Mulheres Apaixonadas.

### Lista de faixas
| Mulheres Apaixonadas – Nacional |                                     |                                                                                      |                                                    |         |  |
| N.º                             | Título                              | Compositor(es)                                                                       | Artista(s)                                         | Duração |  |
| 1.                              | "Velha Infância"                    | Arnaldo Antunes Carlinhos Brown Marisa Monte Davi Moraes Pedro Baby                  | Tribalistas                                        | 4:08    |  |
| 2.                              | "Sem Fantasia"                      | Chico Buarque                                                                        | Chico Buarque e Maria Bethânia                     | 3:19    |  |
| 3.                              | "Eu e a Brisa"                      | Johnny Alf                                                                           | Márcia                                             | 3:50    |  |
| 4.                              | "Eu Sou Assim" ("Don't Trip on Me") | Jason Deere Alexa Falk Natalee Falk Rick Bonadio (versão) Ricardo Menezes (versão)   | Luiza Possi                                        | 3:43    |  |
| 5.                              | "O Amor em Paz"                     | Tom Jobim Vinicius de Moraes                                                         | Gal Costa                                          | 4:23    |  |
| 6.                              | "Luxo Pesado" ("Got to Be Real")    | Cheryl Lynn David Foster David Paich Fernanda Abreu (versão) Fausto Fawcett (versão) | Fernanda Abreu                                     | 4:23    |  |
| 7.                              | "Preciso Aprender a Ser Só"         | Paulo Sérgio Valle Marcos Valle                                                      | Maria Bethânia                                     | 3:58    |  |
| 8.                              | "Todo Errado"                       | Jorge Mautner                                                                        | Caetano Veloso e Jorge Mautner                     | 3:49    |  |
| 9.                              | "Você"                              | Roberto Menescal Ronaldo Bôscoli                                                     | Marília Gabriela com part. de Reynaldo Gianecchini | 3:22    |  |
| 10.                             | "Não Sei como Foi"                  | João Donato Lysias Ênio                                                              | João Donato com part. de João Bosco                | 4:10    |  |
| 11.                             | "Onde Anda Você"                    | de Moraes Hermano Silva                                                              | Cauby Peixoto e Ângela Maria                       | 2:38    |  |
| 12.                             | "Meditação"                         | Jobim Newton Mendonça                                                                | Nara Leão                                          | 2:16    |  |
| 13.                             | "Não Tem Solução"                   | Dorival Caymmi Carlos Guinle                                                         | Nana Caymmi                                        | 2:32    |  |
| 14.                             | "Pela Luz dos Olhos Teus"           | de Moraes                                                                            | Miúcha e Tom Jobim                                 | 2:42    |  |
| 15.                             | "Drum' N' Bossa" (instrumental)     | Marco Zappala Alberto Farah                                                          | Insoul                                             | 3:59    |  |
| Duração total:                  | Duração total:                      | Duração total:                                                                       | Duração total:                                     | 53:12   |  |

| Mulheres Apaixonadas – Internacional |                            |                                                              |                            |         |  |
| N.º                                  | Título                     | Compositor(es)                                               | Artista(s)                 | Duração |  |
| 1.                                   | "Don't Know Why"           | Jesse Harris                                                 | Norah Jones                | 3:04    |  |
| 2.                                   | "Disease"                  | Mick Jagger Rob Thomas                                       | Matchbox Twenty            | 3:37    |  |
| 3.                                   | "I'm with You"             | Avril Lavigne Lauren Christy Graham Edwards Scott Spock      | Avril Lavigne              | 3:42    |  |
| 4.                                   | "Nothing at All"           | Thomas Cory Rooney                                           | Santana com part. de Musiq | 4:28    |  |
| 5.                                   | "You Belong to Me"         | Carly Simon Michael McDonald                                 | Jennifer Lopez             | 3:29    |  |
| 6.                                   | "Vivir Sin Aire"           | Fher                                                         | Maná                       | 4:50    |  |
| 7.                                   | "Misunderstood"            | Jon Bon Jovi Richie Sambora Andreas Carlsson Desmond Child   | Bon Jovi                   | 3:26    |  |
| 8.                                   | "Sexed Up"                 | Robbie Williams Guy Chambers                                 | Robbie Williams            | 4:19    |  |
| 9.                                   | "Imbranato"                | Tiziano Ferro                                                | Tiziano Ferro              | 5:01    |  |
| 10.                                  | "The Way You Look Tonight" | Jerome Kern Dorothy Fields                                   | Rod Stewart                | 3:47    |  |
| 11.                                  | "Noche de Ronda"           | María Teresa Lara                                            | Paolo                      | 4:23    |  |
| 12.                                  | "Te Dejo Madrid"           | Tim Mitchel George Noriega Shakira                           | Shakira                    | 3:06    |  |
| 13.                                  | "Hurt You So Bad"          | Seth Binzer Bret Mazur Kraig Tyler Antonio Valli Doug Miller | Crazy Town                 | 3:44    |  |
| 14.                                  | "Dancer" (intrumental)     | E. Paternot                                                  | Computernet                | 4:51    |  |
| 15.                                  | "D-Deep" (intrumental)     | Deep House                                                   | Deep House                 | 4:33    |  |
| Duração total:                       | Duração total:             | Duração total:                                               | Duração total:             | 60:20   |  |

### Vendas e certificações
| País         | Vendas    | Certificação |
| ------------ | --------- | ------------ |
| Brasil (PMB) | 1.000.000 | Diamante     |

## Mulheres Apaixonadas Vol. 2
Mulheres Apaixonadas Vol. 2 é o segundo álbum da trilha sonora da telenovela Mulheres Apaixonadas, lançado em julho de 2003. Devido a boa recepção da primeira trilha sonora, a TV Globo decidiu lançar um segundo volume, trazendo as canções que não entraram no álbum anterior, além das faixas que foram incluídas como tema dos personagens em meio a telenovela, como "Amor Maior", de Jota Quest, que passou a fazer parte apenas em certo momento da trama nas cenas entre Diogo e Luciana, interpretados por Rodrigo Santoro e Camila Pitanga. A nova trilha sonora trouxe ainda "Mais Uma Vez", canção inédita de Renato Russo, falecido em 1996, e que havia gravado-a, porém nunca havia sido liberada antes. Lançada com apenas um disco, o segundo volume mesclou canções nacionais e internacionais.

### Lista de faixas
| N.º            | Título                                           | Compositor(es)                                     | Artista(s)                | Duração |  |
| 1.             | "I've Got You Under My Skin"                     | Cole Porter                                        | Diana Krall               | 06:05   |  |
| 2.             | "La Vie en Rose"                                 | Édith Piaf Louiguy                                 | Tony Bennett e k. d. lang | 03:20   |  |
| 3.             | "Amor Maior"                                     | Rogério Flausino                                   | Jota Quest                | 03:21   |  |
| 4.             | "Mais Uma Vez"                                   | Flávio Venturini Renato Russo                      | Renato Russo              | 03:56   |  |
| 5.             | "They Can't Take That Away from Me"              | George Gershwin Ira Gershwin                       | Rod Stewart               | 03:24   |  |
| 6.             | "Tell Me All About It"                           | Michael Franks                                     | Natalie Cole              | 04:07   |  |
| 7.             | "Fly Me to the Moon"                             | Bart Howard                                        | Peter Jones               | 02:24   |  |
| 8.             | "Dois Rios"                                      | Samuel Rosa Lô Borges Nando Reis                   | Skank                     | 04:41   |  |
| 9.             | "Incondicionalmente"                             | Dinho Ouro Preto Mingau                            | Capital Inicial           | 03:50   |  |
| 10.            | "Serenata do Luar" ("Moonlight Serenade")        | Mitchell Parish Glenn Miller Carlos Rennó (versão) | Paula Lima                | 04:53   |  |
| 11.            | "Nick Bar"                                       | Garoto José Vasconcellos                           | Dick Farney               | 02:56   |  |
| 12.            | "Alguém como Tu"                                 | Jair Amorim José Maria de Abreu                    | Elisa Lucinda             | 03:27   |  |
| 13.            | "De Bem com a Vida" (instrumental)               | Alberto Rosenblit                                  | Alberto Rosenblit         | 04:38   |  |
| 14.            | "As Rosas Não Falam" (instrumental)              | Cartola                                            | Léo Gandelman             | 03:35   |  |
| 15.            | "(Prelude) Dreams" (instrumental)                | Intenso Dreams                                     | Heaven                    | 01:19   |  |
| 16.            | "Jazzy + Funky + Bossa = Cool!!!" (instrumental) | Marco Zappala                                      | Insoul                    | 04:38   |  |
| Duração total: | Duração total:                                   | Duração total:                                     | Duração total:            | 60:34   |  |

## Mulheres Apaixonadas(versão portuguesa)
A telenovela estreou em Portugal em agosto de 2003, trazendo mudanças nos temas sonoros dos personagens. Por uma questão de direitos autorais – uma vez que as gravadoras tinham fechado um acordo com a emissora para inclusão de canções de seus artistas apenas na exibição original no Brasil – a trilha sonora precisou ser totalmente alterada, saindo as canções originalmente utilizadas e acrescentando novas faixas, de artistas europeus menos conhecidos, sendo grande parte deles portugueses. O álbum com a nova trilha sonora foi lançado em Portugal no final daquele ano.
Lista de faixas
| N.º            | Título                    | Música                  | Personagem                       | Duração |  |
| 1.             | "I've Gotta Live"         | The Hobbeats            | Diogo e Luciana / Diogo e Marina | 02:47   |  |
| 2.             | "Hold On"                 | Pedro Migueis           | Helena e Téo                     | 02:49   |  |
| 3.             | "Inside My Love"          | Juanita Dailey          | Helena e César                   | 02:17   |  |
| 4.             | "My Image in the Mirror"  | Karyn Garcia            | Vidinha, Dóris e Estela          | 02:59   |  |
| 5.             | "Carenza"                 | Paolo                   | Estela e Padre Pedro             | 02:31   |  |
| 6.             | "By My Side"              | Jimmy Wise              | Diogo e Luciana                  | 03:05   |  |
| 7.             | "Thinking About You"      | EZ Special              | Fred e Raquel                    | 02:48   |  |
| 8.             | "Ce Pace Lo Sai"          | Roberta Lombardi        | Lorena e Expedito                | 03:05   |  |
| 9.             | "Don't Give Up On Me Now" | Millie Jackson          | Cláudio e Gracinha               | 02:57   |  |
| 10.            | "Eiline"                  | Spelling Nadja          | Edwiges e Cláudio                | 02:58   |  |
| 11.            | "Sakura"                  | Edu Alves               | Heloísa                          | 03:09   |  |
| 12.            | "In Love Again"           | Laylasam                | Sílvia e Caetano                 | 03:21   |  |
| 13.            | "A Different Love Song"   | Caroline Dawson         | Clara e Rafaela                  | 02:40   |  |
| 14.            | "Sunshine"                | Colt 45 e Paul D'Àquino | Hotel                            | 03:02   |  |
| 15.            | "So Do I"                 | Paulo Gonzo             | Marcos                           | 02:26   |  |
| 16.            | "Hide Away"               | Wonderland              | Rodrigo                          | 03:23   |  |
| 17.            | "Skin on Skin"            | Sarah Connor            | Helena e César                   | 03:35   |  |
| Duração total: | Duração total:            | Duração total:          | Duração total:                   | 48:45   |  |

## Outras canções
Mulheres Apaixonadas contou ainda com as seguintes canções que não foram incluídas nos discos:
- "Faint" - Linkin Park (tema de Rodrigo)
- "The Four Seasons - Summer (III Presto)" - Vivaldi (tema de Marcos)
- "Acontece" - Elisa Lucinda
- "Esses Moços" - Elisa Lucinda
- "Copacabana" - Elisa Lucinda
- "Você e Eu" - Elisa Lucinda
- "Você Não Sabe Amar" - Elisa Lucinda
- "Você Vai Ver" - Elisa Lucinda
- "Palpite Infeliz" - Elisa Lucinda
- "Lígia" - Elisa Lucinda